# الفراشة الشوكية
شعاع الفراشة الشوكي أو شعاع الفراشة العملاق ( Gymnura altavela-السمك الغضروفي ) هو نوع من الفراشة الأشعة ، عائلة الغضروفياتGymnuridae ، موطنها المياه الساحلية الضحلة للمحيط الأطلسي . حجمها كبير يمكن أن يقيس أكثر من 2 متر (6 قدم 7 بوصة)، فإنه يمكن تمييزها عن sympatric أو متواطن السلس فراشة راي (G. micrura) من العمود الفقري عند قاعدة الذيل وصغيرة tentacular هيكل على هامش كل شق . التكاثر البطيء وقيمة لحومها ، شهد سكانها في العقود الأخيرة انخفاضًا بنسبة تزيد عن 30 ٪ ، وأصبحت معرضة لخطر شديد في أجزاء معينة من نطاقها. 

## توزيع والسكن

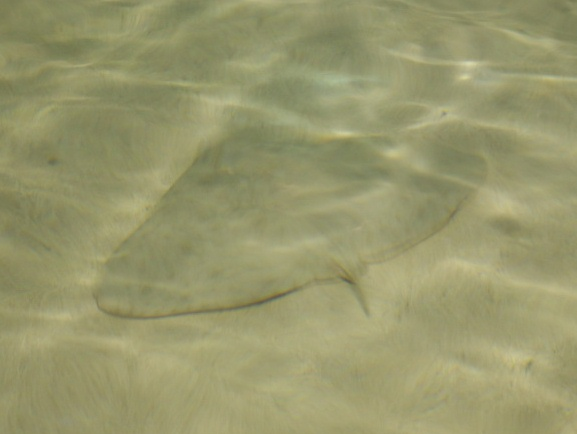
أشعة الفراشة الشوكية تفضل الموائل الرملية

هذه الأنواع لديها توزيع متقطع في المحيط الأطلسي الاستوائية وفي المياه المعتدلة. تم العثور عليها في غرب المحيط الأطلسي من ماساتشوستس ، الولايات المتحدة إلى مقاطعة بوينس آيرس ، الأرجنتين ؛ وهو نادر في خليج المكسيك ومنتشر في أفواه جداول المد والجزر على طول ساحل فيرجينيا . توجد في شرق المحيط الأطلسي من البرتغال إلى أمبريز وأنغولا ، بما في ذلك البحر الأبيض المتوسط والبحر الأسود وجزر ماديرا وكناري .  انها وجدت في الضحلة المالحة والمياه الساحلية على ركائز الرملية أو الطينية الناعمة، على عمق 5–100 متر (16–328 قدم) .  هذا الشعاع غير شائع بشكل عام ولكن يمكن أن يكون وفيرًا محليًا في الموئل المناسب. قد ينفصل الأفراد حسب الجنس ، حيث تبقى الإناث عادة في المياه العميقة ولكن تتحرك إلى الشاطئ لتتكاثر. 
أظهرت نتائج الدراسة أن الإناث تبدأ بالنضج عند عرض قرص (DW) 701 Disk-Width ملم، بينما بدأت الذكور بالنضج عند عرض قرص 682 ملم، و قد كانت الإناث أكبر حجما من الذكور، بلغ عرض القرص لأكبر الإناث و الذكور (1342 ملم، 893 ملم) و الوزن الكلي للجسم (20170 غم) 5071 غم) على التوالي. أكدت نتائج الدراسة أن النوع G.altavela ولود بيوض غير مشيمي Non-placental ovoviviparous. لكل أنثى مبيض يساري نشط و المبيض اليميني ضامر، تحمل الأنثى البيض و الأجنة في رحمين مستقلين. تمتد فترة الحمل ما بين 9-12 شهر، تحصل عملية التبويض نهاية الصيف و بداية الخريف، تتم الولادة أواخر الربيع و بداية الصيف، لهذا النوع دورة تكاثر واحدة في العام. متوسط عرض القرص و لوزن للأجنة المتطورة 290 ملم، 246 غم على التولي. تراوحت الخصوبة بين 1-4 أجنة في الحمل الواحد، توزعت الأجنة في كل من الرحمين بشكل متساو، مع زيادة طفيفة لصالح الرحم اليساري بنسبة 1.2:1، بلغ متوسط الخصوبة الرحمية 3، و متوسط الخصوبة المبيضية 6.3.

## وصف
يحتوي شعاع الفراشة الشوكي على قرص زعنفة صدرية عريض للغاية على شكل معينات أوسع بكثير مما هو طويل ، مع هوامش أمامية مقعرة وزوايا مستديرة بشكل مفاجئ. الخطم قصير وصريح. على الأسنان لديهم عالية، المخروطية الشرفات ، الذين يبلغ عددهم 98-138 الصفوف في الفك العلوي و78-110 الصفوف في الفك السفلي . يوجد في كلا الفكين 10-12 صف أسنان عمليًا حيث تشغل كل فرقة أسنان 70٪ من عرض الفك. يوجد هيكل يشبه اللامسة على الهامش الخلفي الداخلي لكل معجزة. الذيل قصير ونحيل ، ويقيس ربع عرض القرص ، مع طيات الزعنفة العلوية والسفلية. هناك قاعدة أو أكثر من الأشواك المسننة في قاعدة الذيل.  
الجلد عار في الأحداث والراشدين ، بينما يصاب البالغون بقع من الأسنان في منتصف القرص.  يكون اللون بني داكن أعلاه ، وأحيانًا ببقع صغيرة أفتح أو أغمق وبقع بنمط رخامي ، وأبيض أدناه. الأحداث لديهم عارضين شاحب على الذيل.  الحجم الأقصى المبلغ عنه هو 2.2 متر (7 قدم 3 بوصة) عرض القرص في شمال غرب المحيط الأطلسي ، على الرغم من وجود تقارير لا أساس لها من الأشعة فوق 4 متر (13 قدم) قبالة غرب أفريقيا .  الحد الأقصى للوزن المنشور هو 60 كيلوغرام (130 رطل) . 

## علم الأحياء وعلم البيئة

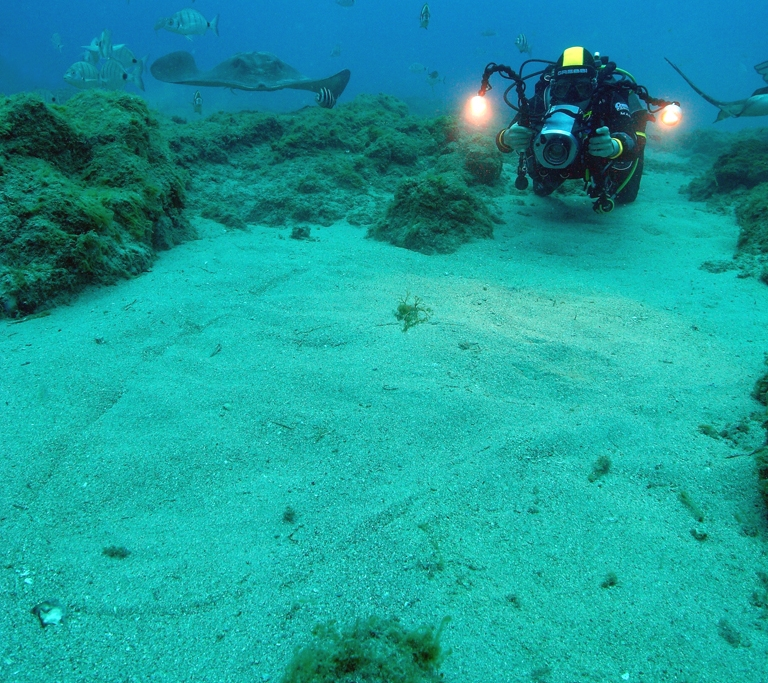
شعاع فراشة شوكي مدفون في الرمال

في غرب المحيط الأطلسي ، تتغذى أشعة الفراشة الشوكية على الأسماك ، بما في ذلك Leiognathus وأسماك القرش الصغيرة والحبار . من تونس ، فهي تتغذى على القشريات ، teleosts ، رأسيات الأرجل ، lamellibranchs ، و الرخويات ، بترتيب تنازلي من حيث الأهمية. يبدو أن أسماك Teleost أكثر أهمية في النظام الغذائي للأشعة مع زيادة الحجم. يقترب الشعاع عادة من المفترس النشط من عنصر فريسة ببطء قبل الدوران السريع فوقه وضرب الطعام بالحافة الأمامية لإحدى زعانفهم الصدرية. من المرجح أن يؤدي هذا السلوك إلى صدمة الفريسة قبل الالتقاط ، حيث تحتوي الزعانف الصدرية لأشعة الفراشة على نسبة عالية من العضلات الحمراء ويمكن أن تقدم ضربات بقوة كبيرة.  
تشمل الحيوانات المفترسة المحتملة لأشعة الفراشة الشوكية الأسماك الكبيرة مثل رأس المطرقة الكبير ( Sphyrna mokarran ) والثدييات البحرية .  في شمال غرب المحيط الأطلسي ، أدى استنزاف سبعة أنواع كبيرة من أسماك القرش من قبل المصايد التجارية إلى زيادة عدد شعاع الفراشة الشوكية وغيرها من الحيوانات المفترسة من المستوى المتوسط.  تشمل الطفيليات المعروفة من هذه الأنواع الديدان الشريطية الأنثوبوثريوم Altavelae و Pterobothrioides petterae ، والطفيلي الخيشومي Heteronchocotyle gymnurae .  
أشعة الفراشة الشوكية هي تبويض للبيض وتنجب أن تعيش شابة. لديهم دورة إنجابية سنوية مع فترة حمل من 4 إلى 9 أشهر. تعيش الأجنة في البداية على كيس صفار البيض . في وقت لاحق في تطور الزغابات الطويلة تتطور من جدار الرحم إلى أرحام الأجنة ، والتي توجه حليب الرحم إلى تجويف الفم .  يصل حجم القمامة إلى 8 ، اعتمادًا على الموقع الجغرافي: 4 لكل لتر في خليج المكسيك ، 1-6 في البحر الأبيض المتوسط ، وما يصل إلى 5 قبالة البرازيل ، وحتى 8 في شمال غرب المحيط الأطلسي. لدى الإناث مبيض وظيفي واحد (على اليسار) ورحمان وظيفيان ، مع توزيع الأجنة بالتساوي في كل واحد. يقيس المواليد الجدد 38–44 سنتيمتر (15–17 بوصة) عبر ؛ يرتبط حجمها بشكل عكسي بعدد الشباب في كل رحم.   في شرق المحيط الأطلسي ، ينضج الذكور عند حوالي 78 سنتيمتر (31 بوصة) عبر والإناث 108 سنتيمتر (43 بوصة). في غرب المحيط الأطلسي ، ينضج الذكور عند حوالي 102 سنتيمتر (40 بوصة) عبر الإناث عند 155 سنتيمتر (61 بوصة).  تنضج الإناث في وقت متأخر عن الذكور وتصل إلى حجم أكبر. 

## العلاقة بالبشر
أشعة الفراشة الشوكية غير ضارة للبشر ، على الرغم من أن داسها على ذيلها يمكن أن يسبب جرحًا مؤلمًا. يتم إدراجه كسمكة لعبة في بعض المناطق.  يحظى لحم هذا النوع بتقدير كبير ويتم صيده للاستهلاك البشري ، باستثناء المياه قبالة الولايات المتحدة حيث لا يتم استهدافه من قبل المصايد التجارية ونادرا ما يتم تناوله كمصيد عرضي . يتم تقييمها على أنها الأنواع الضعيفة من قبل الاتحاد العالمي للحفظ . 
في مكان آخر في نطاق أشعة الفراشة الشوكية ، تواجه ضغط صيد ثقيلًا ، بما في ذلك في مناطق مشاتلها الساحلية ، وقد شهدت انخفاضات ملحوظة. يتم تقييمها بأنها مهددة بالانقراض بشكل خطير في جنوب غرب المحيط الأطلسي ، حيث يتم التقاطها بواسطة شباك الجر متعددة الأنواع ، ومراكب الشاطئ ، والصيادين الترويحيين . قبالة جنوب البرازيل ، انخفضت معدلات الصيد بنسبة 99٪ منذ عام 1982 ، بسبب الصيد على مدار السنة. هذا النوع أيضًا معرض للخطر بشكل خطير في البحر الأبيض المتوسط ، حيث أصبح الآن نادرًا أو غائبًا في كامل نطاقه السابق ، خاصة على طول الشاطئ الجنوبي مثل قبالة صقلية . فشلت مسوحات البحر الأبيض المتوسط الدولية الشاملة (MITS) منذ عام 1994 في استعادة أي عينات ، مما يشير إلى انخفاض كبير في الأعداد. في غرب أفريقيا ، يتم تقييم هذا النوع على أنه ضعيف ؛ يتم تناوله عن قصد أو عرضيًا بواسطة الشباك الخيشومية ، وشباك الروبيان ، والخيوط الطويلة ، والخطوط اليدوية. أفادت التقارير الواردة من الصيادين الحرفيين وغيرهم من المراقبين من موريتانيا إلى غينيا عن انخفاض حاد في الوفرة ، فضلاً عن انخفاض متوسط الحجم عند نقل البالغين. 